# 多賀谷政経
多賀谷 政経（たがや まさつね、生年不明 - 1576年）は、戦国時代から安土桃山時代にかけての武将。常陸下妻城主。

## 生涯
1571年（元亀2年）谷田部城を攻め落とし、弟の多賀谷経伯にこれを守らせた。また北条氏照の下妻城攻撃を撃退した。